# Église de la Nativité-de-la-Très-Sainte-Vierge de Moutier-Rozeille
L'église de la Nativité-de-la-Très-Sainte-Vierge de Moutier-Rozeille est une église catholique située sur la commune de Moutier-Rozeille dans la Creuse. Ancienne collégiale d'un chapitre consacré à saint Martin, elle dépendait de Saint-Yrieix. 
Construite aux XIe et XIIe siècles et remaniée aux XVIe et XVIIe siècles, elle est inscrite aux monuments historiques depuis le 15 juin 1926.

## Historique
La communauté religieuse de Moutier-Rozeille apparaît pour la première fois en 854 dans un acte de Charles II le Chauve qui le donne avec Saint-Yrieix à l'abbaye Saint-Martin de Tours. Deux siècles plus tard en 1060, le monastère, passablement délabré, devient une dépendance de Saint-Yrieix, d'après un acte de Raynaud, vicomte d'Aubusson. Il s'agit alors d'une communauté de douze chanoines encadrée par un prévôt. 
L'église est inscrite aux monuments historiques par arrêté du 15 juin 1926.